# Johanna Mangold
Johanna Mangold (geb. 1985 in Berlin) ist eine deutsche Operndramaturgin.

## Leben
Johanna Mangold, in Berlin geboren, wuchs in München auf. Dort studierte sie bei Klaus Zehelein Musiktheaterdramaturgie an der Bayerischen Theaterakademie August Everding und Kunstgeschichte an der LMU.
Während des Studiums hospitierte sie bereits am Aalto-Theater Essen, am Royal Opera House London und der De Nationale Opera Amsterdam. Ein Stipendium für ihre Diplomarbeit brachte sie zur Kurt Weill Foundation New York und nach Yale. 
Ihr erstes festes Engagement als Dramaturgin hatte sie von 2012 bis 2015 an der Oper Leipzig. Als Gastdramaturgin arbeitete sie im Sommer 2014 an der Lettischen Nationaloper in Riga für Rigoletto. Ebenfalls als Gast erarbeitete sie mit Laura Scozzi im Frühjahr 2018 am Theater Bonn Philip Glass’ Echnaton. Im Herbst 2018 war sie Dramaturgin am Gran Teatro de La Habana, Havanna, für Georges Bizets Carmen. Es folgten zwei Gastdramaturgien 2020 und 2021 für die Staatsoper Hannover: Tristan und Isolde sowie Die Gänsemagd von Iris ter Schiphorst unter der Intendanz von Laura Berman. 
Von 2015 bis Dezember 2017 war sie Dramaturgin am Theater Augsburg unter der Intendantin Juliane Votteler. Von März 2019 bis August 2020 war sie fest am Theater Basel. Seit August 2021 ist sie Dramaturgin für Musiktheater am Luzerner Theater.

## Dramaturgien (Auswahl)
- 2014: Die lustige Witwe, Oper Leipzig
- 2014: Grenzenlos, Oper Leipzig
- 2014: Rigoletto, Lettische Nationaloper Riga
- 2015: Kannst Du pfeifen, Johanna?, Theater Augsburg
- 2015: Hoffmanns Erzählungen, Theater Augsburg
- 2015: Die Csárdásfürstin, Theater Augsburg
- 2015: Hoffmanns Erzählungen, Theater Augsburg
- 2017: Weiße Rose, Theater Augsburg
- 2018: Echnaton, Theater Bonn
- 2018: Carmen, Gran Teatro de La Habana
- 2020: Tristan und Isolde, Staatsoper Hannover
- 2021: Die Gänsemagd von Iris ter Schiphorst, Staatsoper Hannover
- 2021: Staatstheater von Mauricio Kagel, Luzerner Theater
- 2022: Herzog Blaubarts Burg, Luzerner Theater